# Hazatérés – 15 év Dalriada
Az Hazatérés – 15 év Dalriada a Dalriada epikus folk-metal együttes koncertfelvétele, amelyet 2019. október 11-én rögzítettek Budapesten a Barba Negra Music Clubban. A koncertfelvétel 2021 áprilisában került kiadásra CD-n és DVD-n a H-Music gondozásában.

## Az album dalai
1. Fergeteg (intro) – DVD
2. Védj meg, láng
3. Népdal
4. Szondi két apródja 2. rész
5. Téli ének
6. Tűzhozó
7. A nap és szél háza
8. Zách Klára
9. Ígéret
10. Napom, fényes napom
11. Áldás
12. Amit ad az ég
13. Thury György balladája 2. rész
14. Komámasszony
15. Hajdútánc
16. A Walesi Bárdok – 1 rész (Wales)
17. Fele zivatar (outro) – DVD

## Közreműködők
- Binder Laura – ének
- Ficzek András – ének, ritmusgitár
- Németh–Szabó Mátyás – szólógitár
- Molnár István – basszusgitár
- Szabó Gergely "Szög" – billentyűs hangszerek
- Monostori Ádám "Monesz" – dobok